# Telangana
Le Telangana ou Télanga (en télougou : తెలంగాణ, /ˈtelanɡaːɳa/ ; en ourdou : تلنگانہ, /ˈtɪlanɡaːna/) est un État indien créé le 2 juin 2014 à partir d'une région qui relevait de l'État de Hyderabad jusqu'en 1956, puis de celui de l'Andhra Pradesh.
La capitale du Telangana est Hyderabad.

## Étymologie
« Telangana » et le nom de la langue parlée dans la région, le « télougou », sont probablement dérivés du mot trilinga de Trilinga Desa, le « pays des trois lingas ». Selon une légende hindou, Shiva est descendu comme lingam sur trois montagnes Kaleshwaram (en), Srisailam (en) et Draksharama (en), qui marquent les frontières du Trilinga Desa,. Cela correspond grossièrement à la région située entre les rivières Krishna et Godavari.
Le mot « Telangana » a été utilisé pour désigner la région télougouphone du nizamat puis principauté d'Hyderabad. Son usage peut être aussi remarqué bien antérieurement, au XIVe siècle sous le sultanat de Delhi, où le gentilé « Tilangani » a été notamment donné au vizir Malik Maqbul (en), dit le Tilangani. Ancien commandant kâkâtiya du fort de Warangal, il est capturé par Muhammad bin-Tugluq, fils du sultan de Delhi, après la prise de la ville en 1323. Devenu renégat, il entre dans les rangs du sultanat, initialement en tant que gouverneur de la nouvelle province du « Teling » ou « Tilangana » jusqu'en 1334.

## Géographie
Le Télangana est situé sur le plateau du Deccan. Il couvre 114 800 km2.
La Godavari et la Krishna sont les deux principaux fleuves, mais le Télangana est une région majoritairement aride.

### Climat
La région est soumise à la mousson du Sud-Ouest et reçoit de 700 mm à 1 500 mm de précipitations par an, en fonction des régions. Le climat est semi-aride, chaud et sec. L'été démarre en mars et les températures peuvent atteindre jusqu'à 42 °C en mai. La mousson couvre le Télangana de juin à septembre. L'hiver, de fin novembre à début février, est sec et doux avec des températures autour de 22 °C.

### Démographie
Selon le recensement de 2011, le Télangana compte 35 millions d'habitants. 84 % sont hindous, 12,4 % musulmans,.
76 % de la population du Télangana parle télougou et 12 % ourdou,. L'ourdou était la langue officielle de l'État d'Hyderabad jusqu'en 1948 et le télougou n'a été introduit comme langue d'enseignement qu'après son annexion par l'Inde.
Le taux d'alphabétisation est de 67,22 %.

## Histoire
La région du Télanga est mentionnée dans le Mahabharata comme le royaume de Telinga, où il est indiqué comme habité par des tribus nommées Telavana qui auraient combattu du côté de Pandava lors de la grande guerre du Mahabharata. Le district de Warangal, où les Pandavas ont passé leur vie exilés (Lakkha Gruham) contient un lieu appelé Pandavula Guhalu.
Le Télangana a été à l'origine de plusieurs dynasties comme les Sathavahana et les Kâkâtiya. En fait, Kotilingala (en) au Karimnagar a été la première capitale des Sathavahanas avant le déplacement à Dharanikota. Ce fait a été révélé lors de fouilles à Kotilingala ainsi que par des monnaies de Simukha, empereur de Satavahana. Télangana est passé sous contrôle musulman au XIVe siècle, sous le contrôle du sultanat de Delhi puis sous le contrôle des Bahmani, Qutb Shahi (en) et de l'Empire moghol. Alors que l'Empire moghol commençait à se désintégrer au début du XVIIIe siècle, la dynastie musulmane Asafjahi (en) fondait un royaume séparé, la principauté d'Hyderabad. Plus tard, Hyderabad signait un traité d'alliance avec l'Empire britannique, et devenait la principauté la plus grande et la plus peuplée d'Inde. Le Télangana n'a cependant jamais été sous contrôle britannique direct, à l'inverse des régions de l'Andhra Côtier et Rayalaseema (également partie de l'Andhra Pradesh), qui ont été placées sous la présidence de Madras à l'époque de l'Inde coloniale. Une révolte majeure s'est déroulée de 1946 à 1951, en opposition au nizam puis au gouvernement indien. La région du Telangana, incluse dans la Principauté d'Hyderabad, est constituante de l'État fédéré du même nom (État d'Hyderabad), fondé peu après l'annexion indienne. C'est en 1956 que la région est intégrée à l'État voisin de l'Andhra Pradesh, à la suite du States Reorganisation Act qui démembre et dissout notamment l'Hyderabad.
Le 9 décembre 2009, le Premier ministre indien Manmohan Singh a déclaré au nom du gouvernement que « le processus de séparation du Télangana de l'Andhra Pradesh commencera sous peu ».
Le 30 juillet 2013, Mammohan Singh confirme que le Télangana sera le vingt-neuvième État de l'Union, avec Hyderabad comme capitale commune aux deux États : Andhra Pradesh et Telangana, à l'image de Chandigarh, capitale des États du Pendjab et de l'Haryana. La ville d'Amaravati est cependant en cours de construction comme nouvelle capitale de l'Andhra Pradesh.
Le 20 février 2014, le Parlement indien, après des débats houleux, approuve la création du nouvel État qui est effective le 2 juin suivant.

## Districts

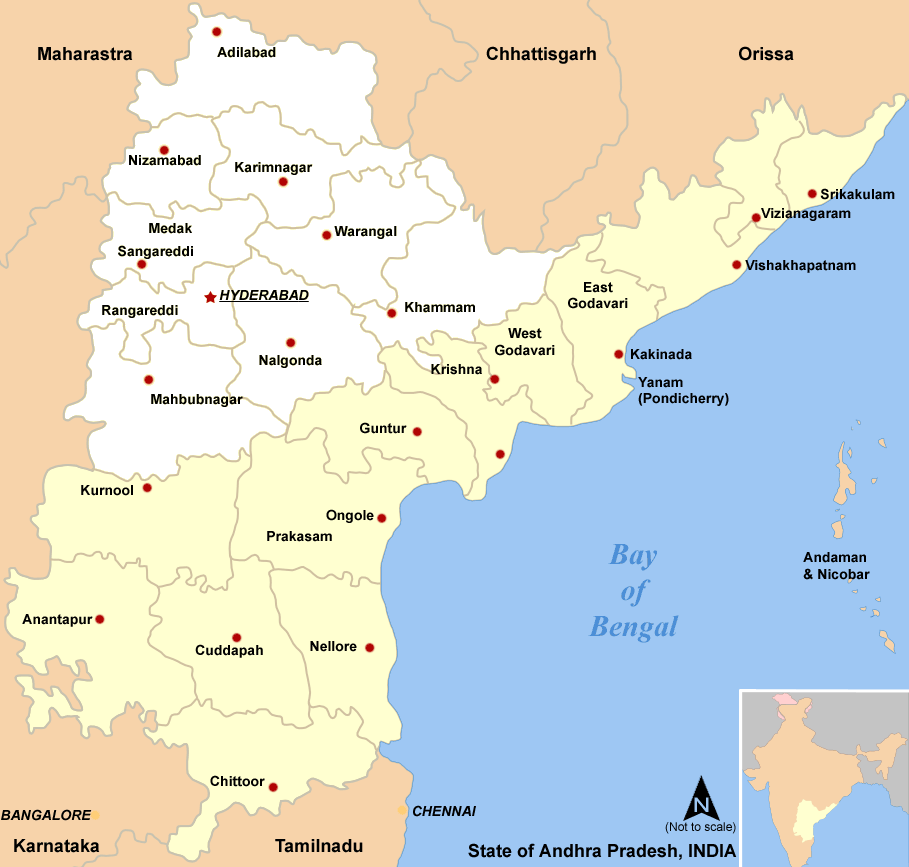
Carte des districts du Télangana et de l'Andhra Pradesh avant 2016.

L'État de Télangana comportait dix districts à sa création :
- District d'Adilabad
- District d'Hyderâbâd
- District de Karimnagar
- District de Khammam
- District de Mahbubnagar
- District de Medak
- District de Nalgonda
- District de Nizamabad
- District de Rangareddy
- District de Warangal

Le nombre de districts est passé à 31 en 2016 puis 33 en 2019.[réf. souhaitée]

## Galerie

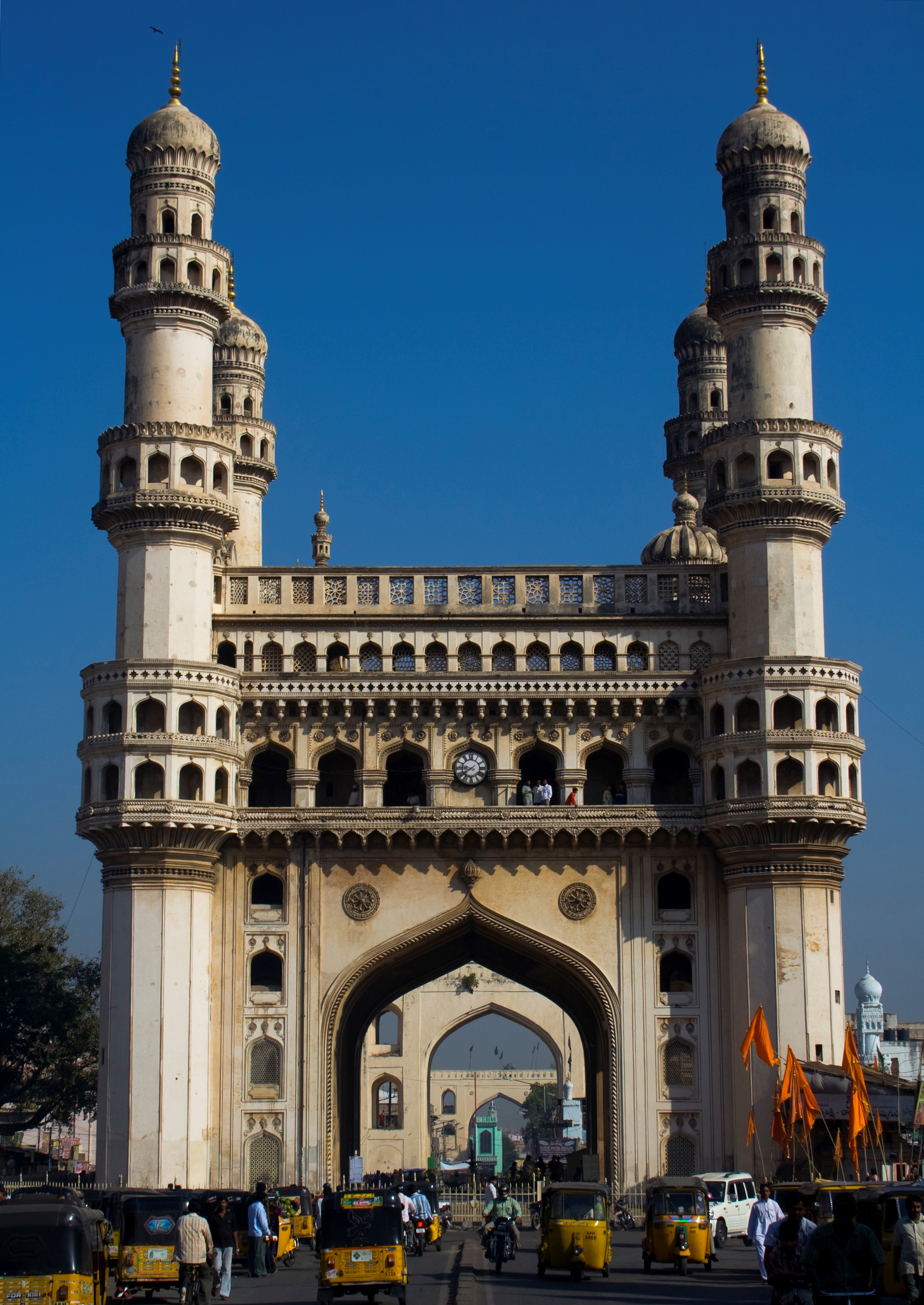
Mosquée du Charminar à Hyderabad.
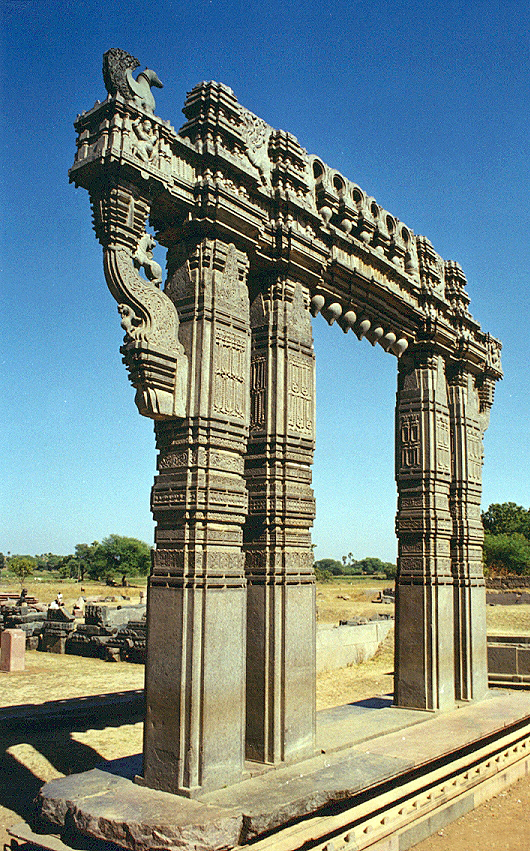
Fort de Warangal, ancienne capitale des Kâkâtiyas.
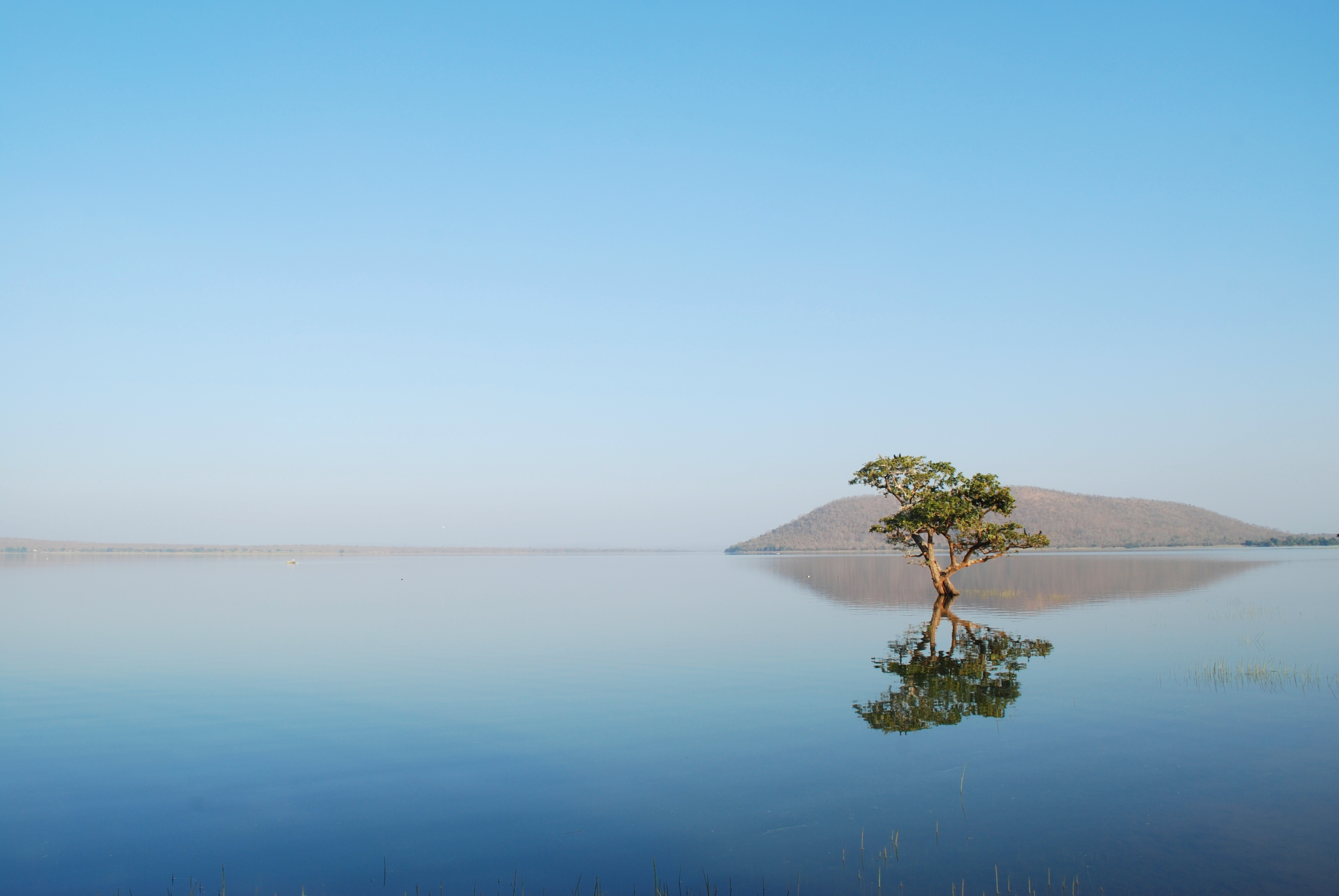
Lac de Pakhal, une retenue d'eau artificielle qui aurait été bâtie au XIIIe siècle.
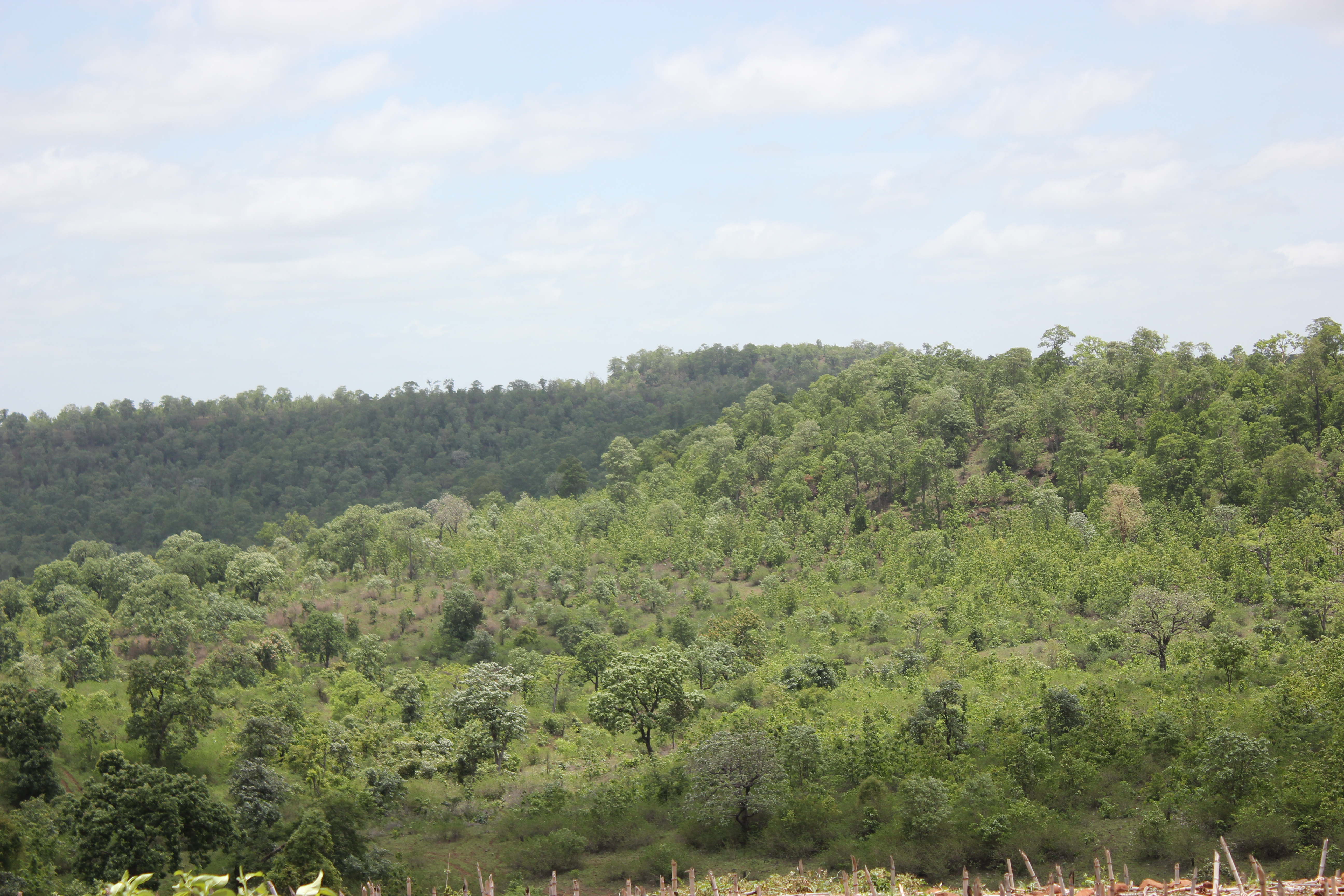
Forêt tropicale sèche décidue au wildlife sanctuary de Pochavaram, entre les districts de Nizamabad et de Medak.
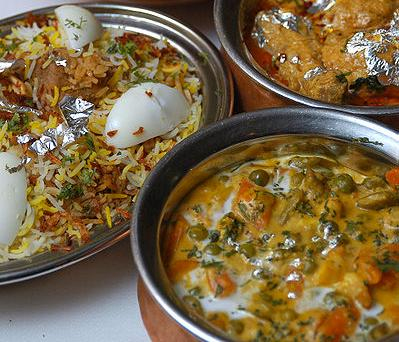
Le biryani est le symbole de la cuisine hyderabadie.
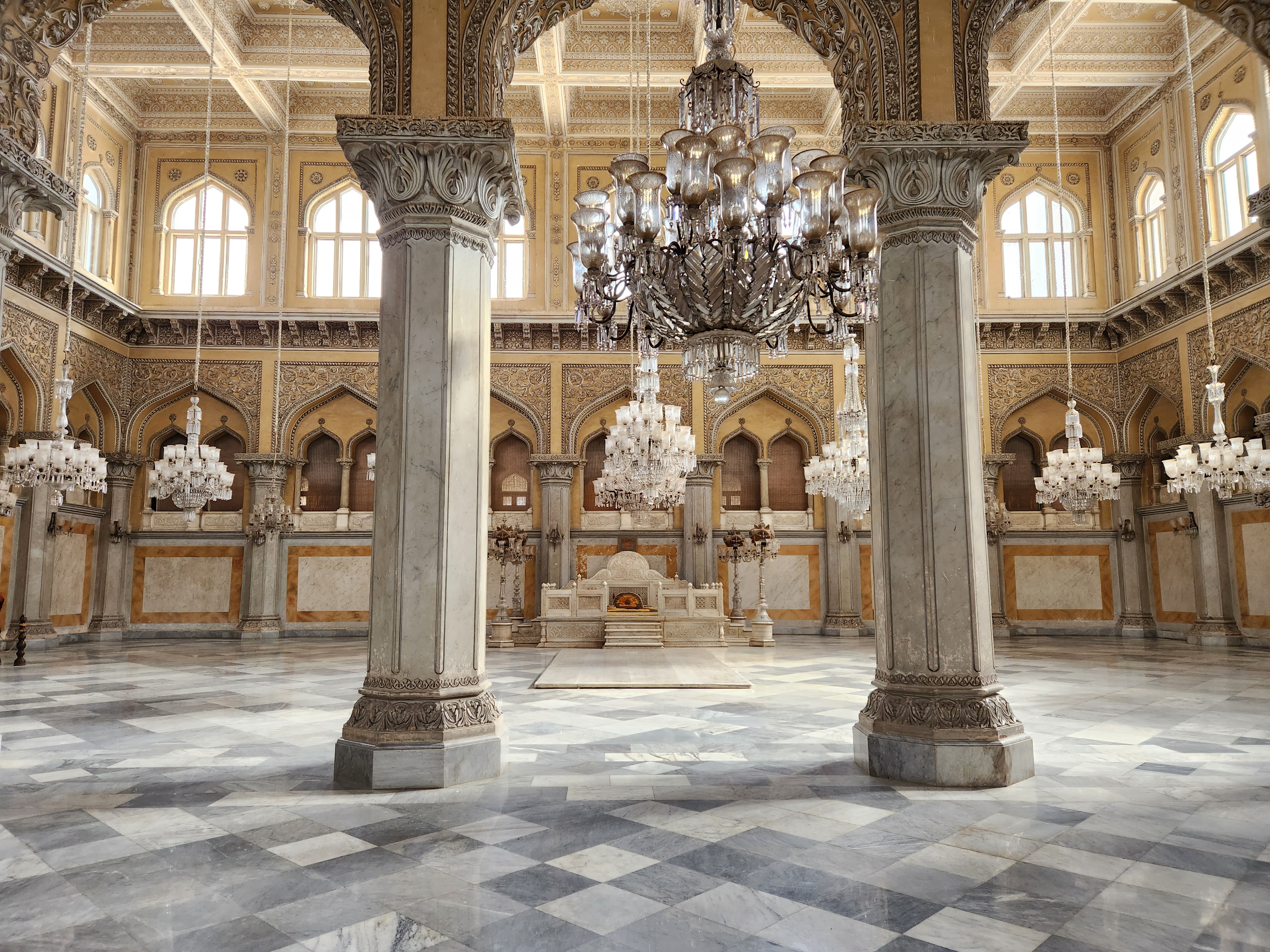
Palais des Chowmahalla à Hyderabad, siège des Nizams de l'Hyderabad, anciens souverains du Telangana.
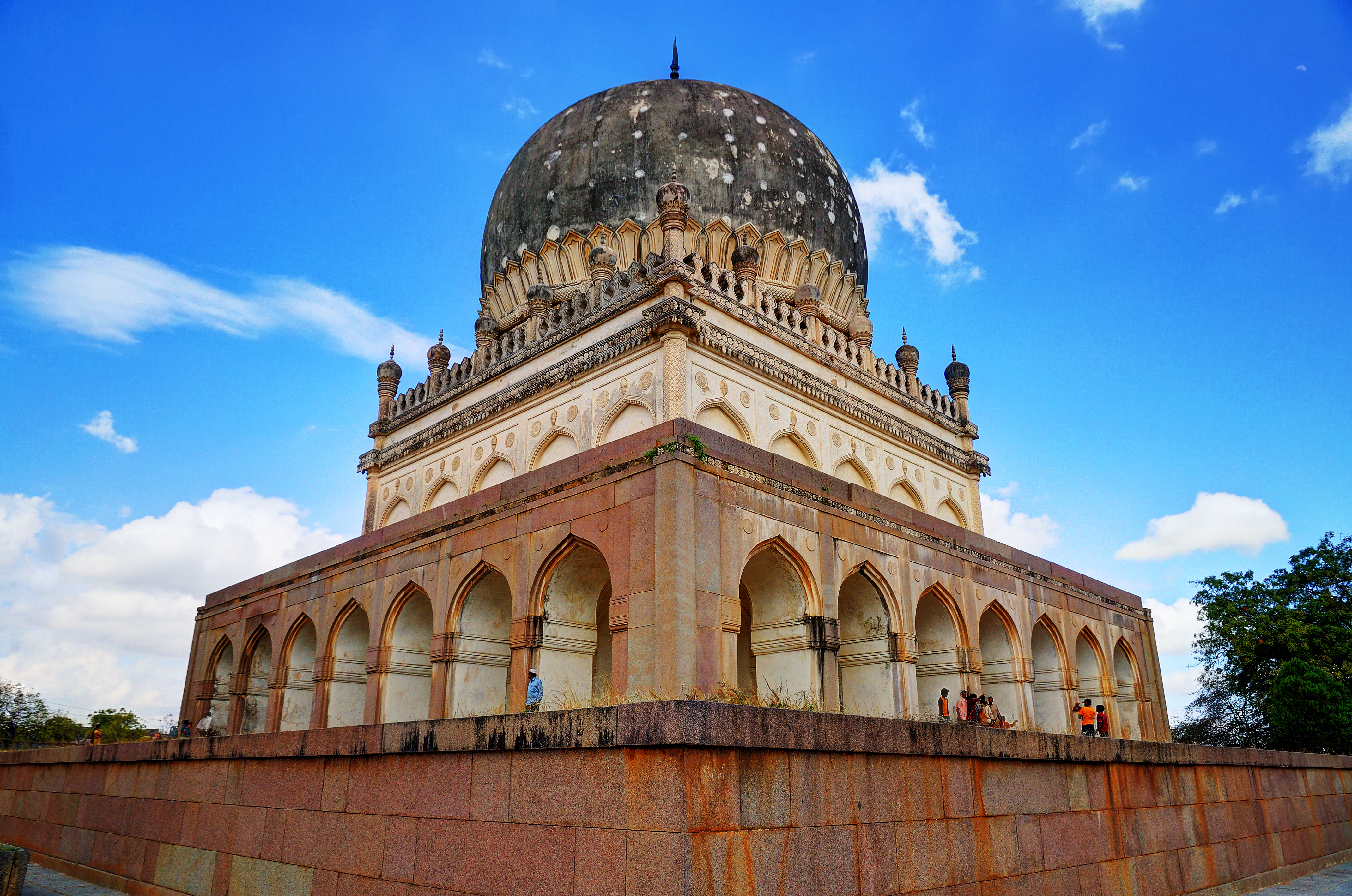
Tombeau de Hayat Bakshi Begum, épouse de Muhammad Qutb Shah, sixième sultan de Golconde.
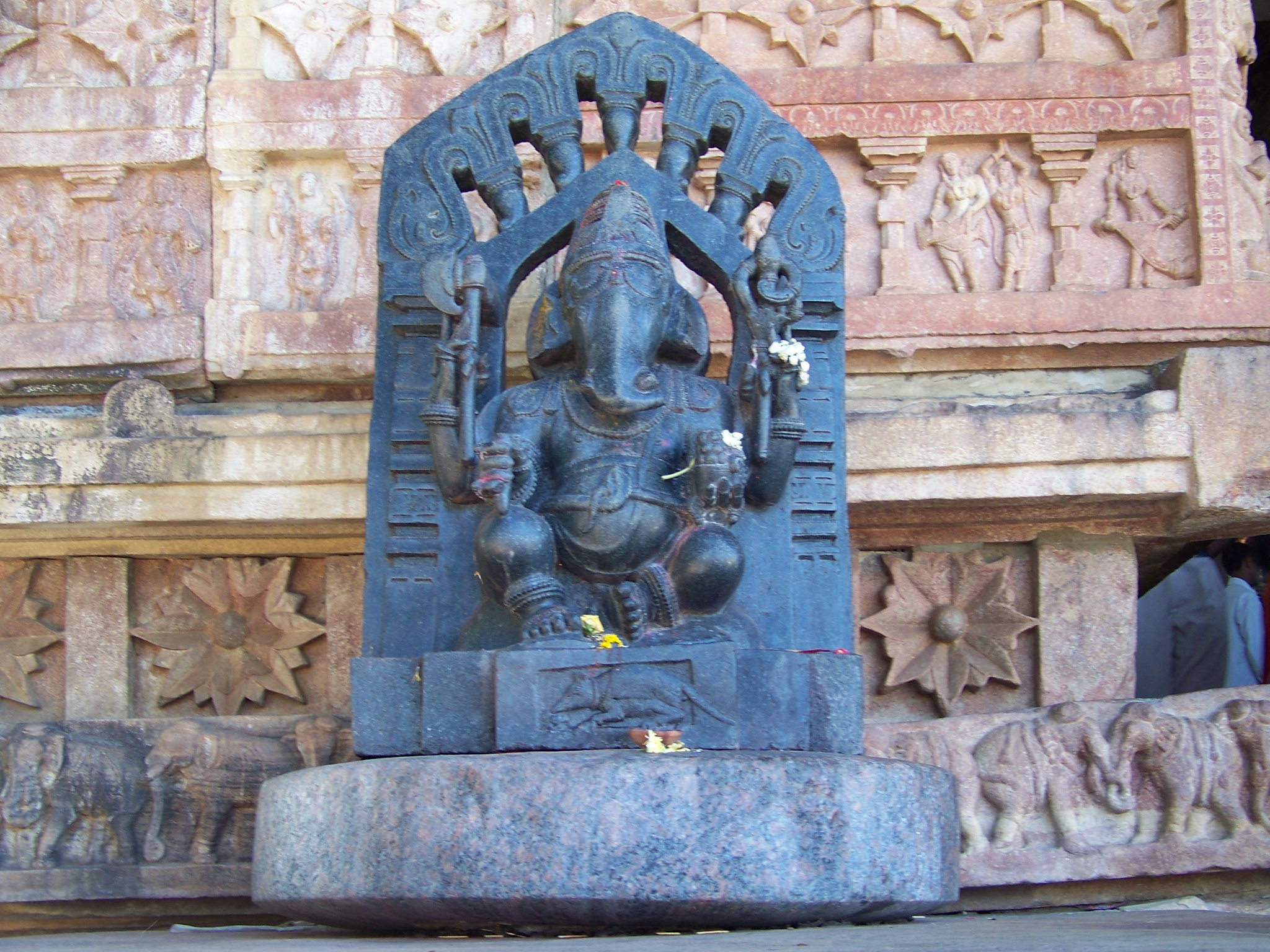
Statue de Ganesh au Temple de Ramappa dans le district de Palampet, site classé au patrimoine mondial.
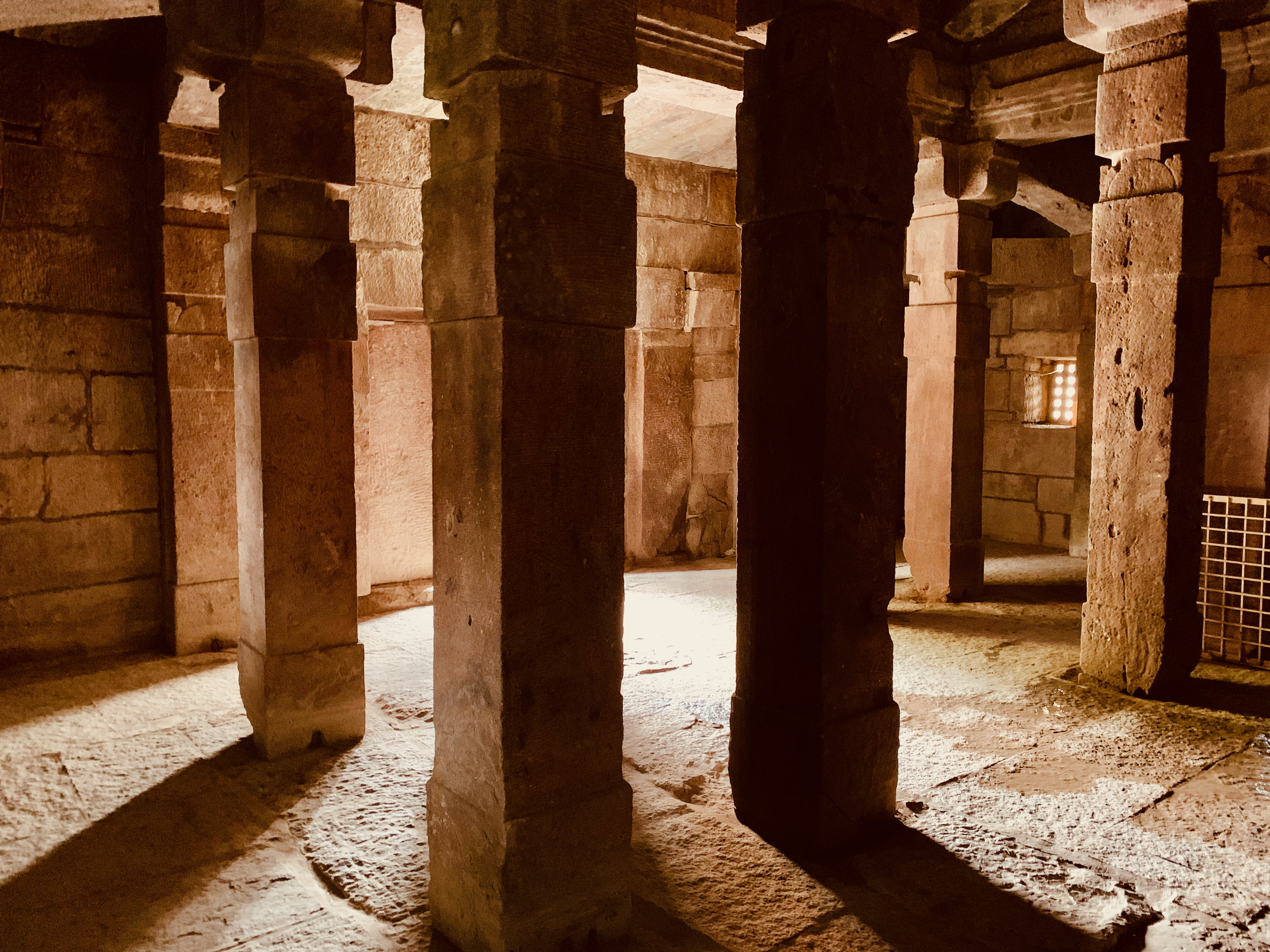
Colonnade à l'intérieur du temple de Padma Brahma, complexe des Navabrahma à Alampur, VIIe siècle et VIIIe siècle.
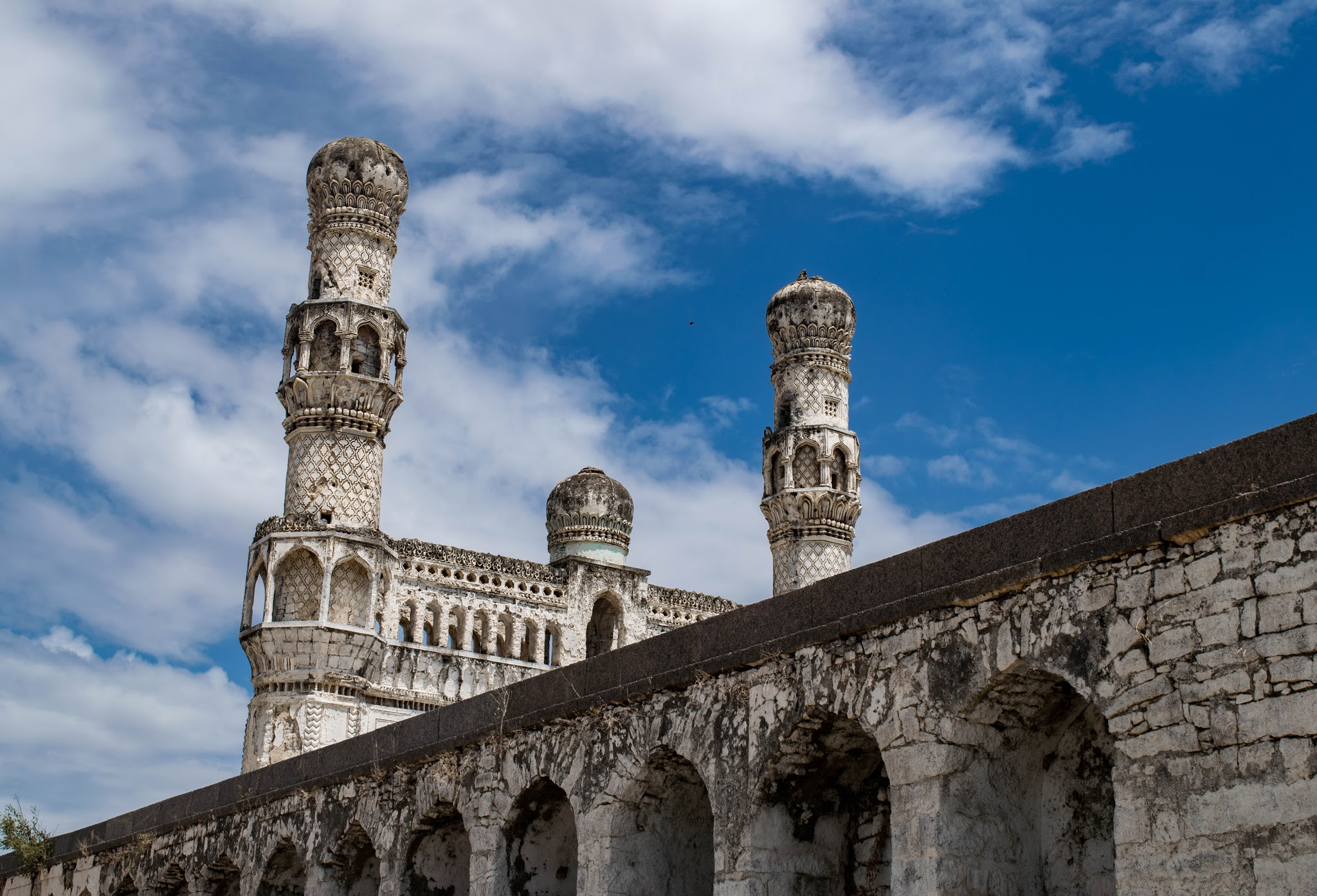
Eidgah (sorte de Musalla exclusif aux fêtes religieuses) au fort d'Elgandal, non loin de Karimnagar.
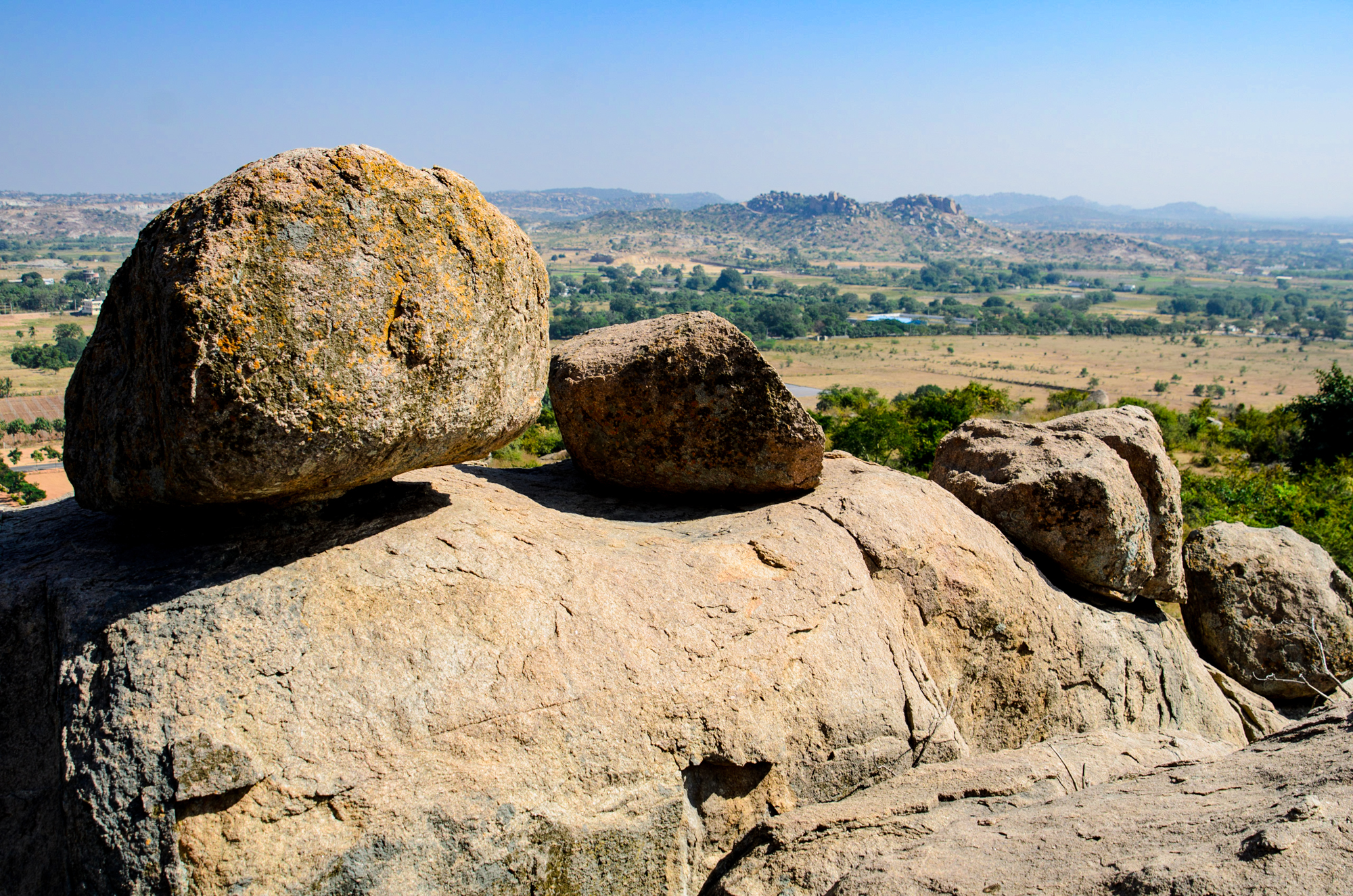
Chaos rocheux et paysage typique du Deccan, en périphérie d'agglomération hyderabadie.
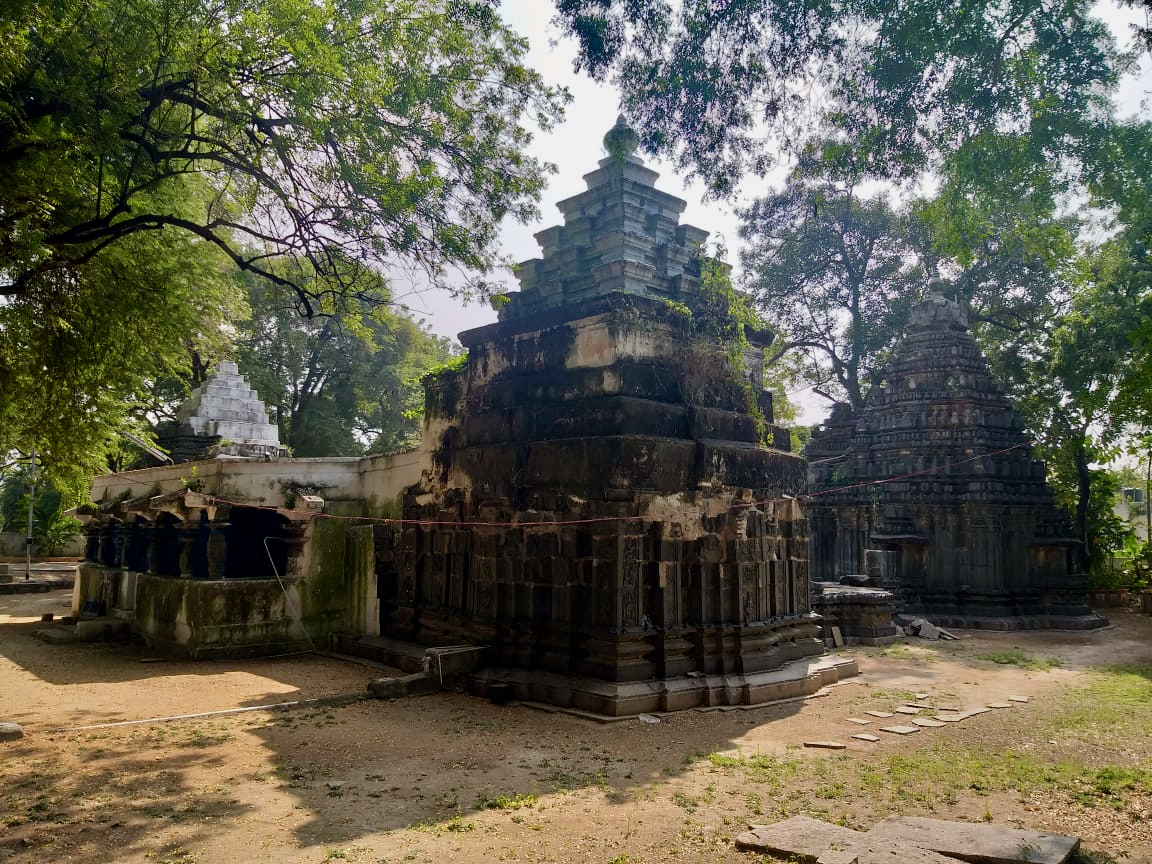
Le temple de Pachala Someshvara (Shiva), daté du XIe et XIIe siècles, à Panagal. Une ancienne cité prospère entre les IIIe et XIIIe siècles.
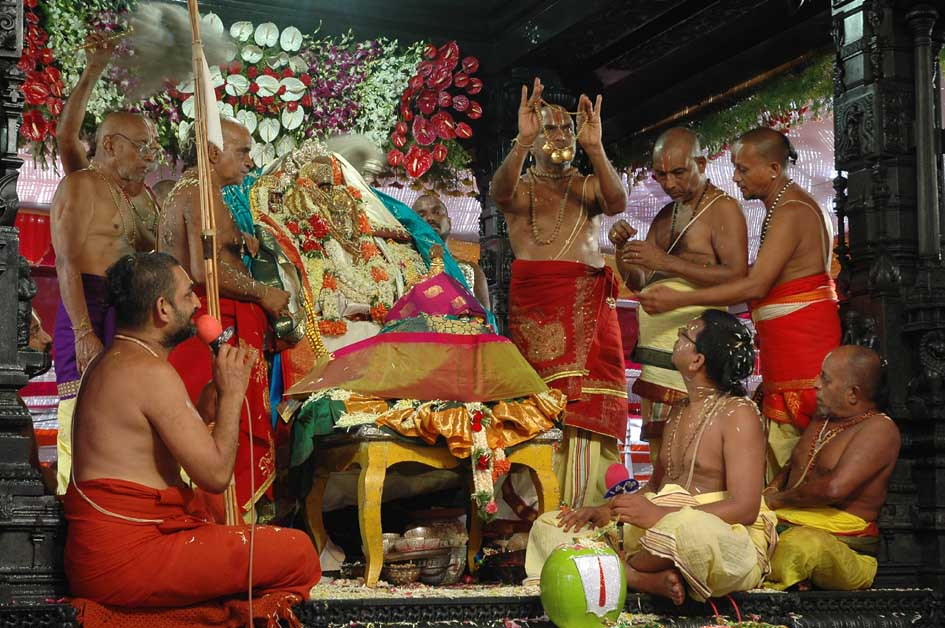
Le Thirukalyana Mahotsavam (célébration de la « divine union ») au temple de Bhadrachalam, sanctuaire vishnouïte majeur de la région consacré à Rama.
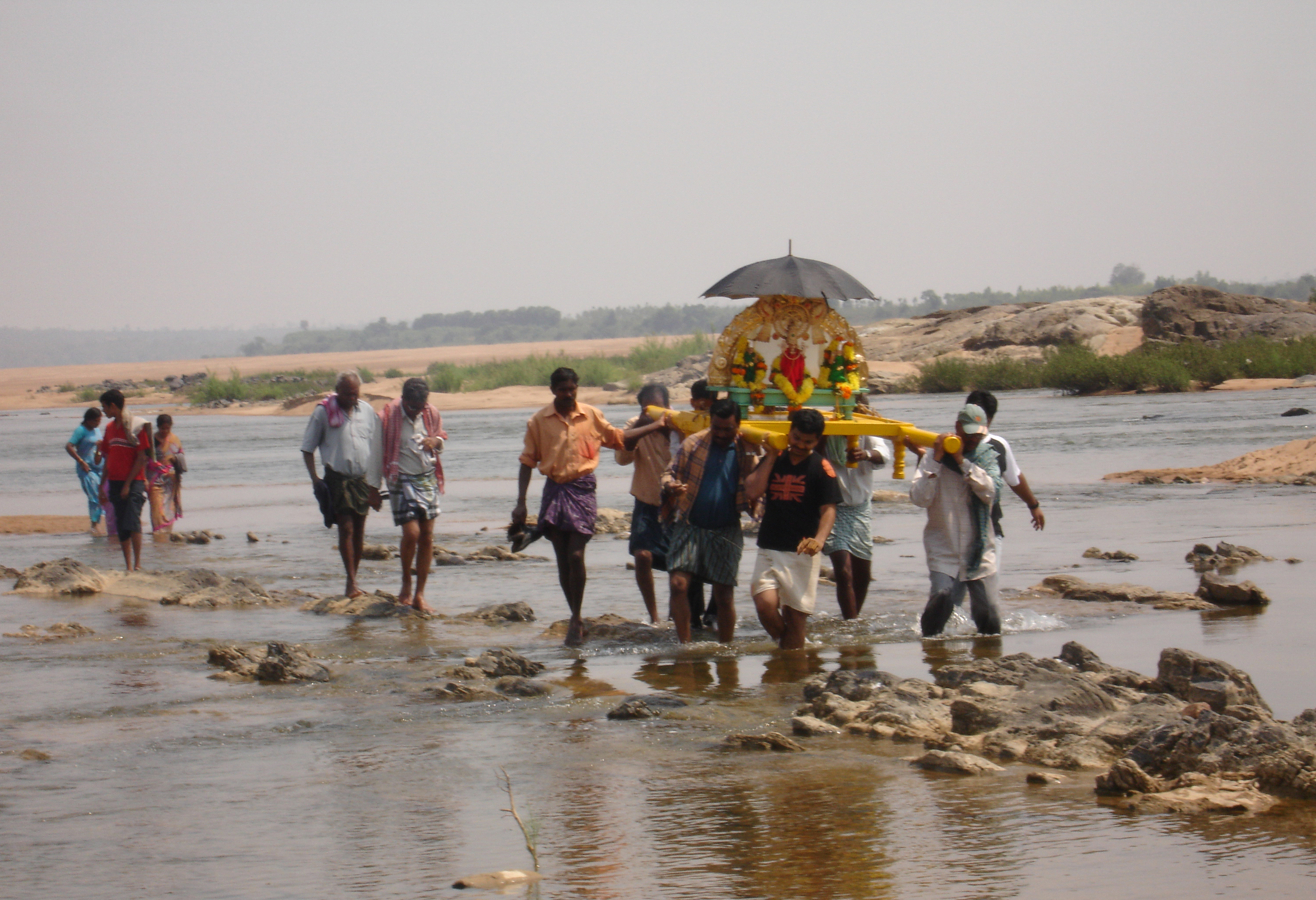
Procession rituelle de Venkateshvara (Vishnou) sur le fleuve Godavari à Venkatreddypeta, dans le district de Khammam.